# Fedosiivka, Rozdilna
Fedosiivka (în ucraineană Федосіівка) este un sat în comuna Zaharivka din raionul Rozdilna, regiunea Odesa, Ucraina.

## Demografie
Componența lingvistică a localității Fedosiivka
     Ucraineană (78,38%)
     Română (18,92%)
     Rusă (2,7%)
Conform recensământului din 2001, majoritatea populației localității Fedosiivka era vorbitoare de ucraineană (78,38%), existând în minoritate și vorbitori de română (18,92%) și rusă (2,7%).